# Józef Molicki
Józef Molicki (zm. po 1863) – powstaniec styczniowy, skazany na śmierć za udział w nim.
Był aplikantem w kancelarii sądu pokoju i protokolantem w sądzie policji poprawczej. W 1861 roku został uznany za wroga porządku publicznego i osadzony w zamojskiej twierdzy. W 1863 został uczestnikiem powstania styczniowego, dosłużywszy się wyższego stopnia. W nocy z 22 na 23 stycznia 1863 zaatakował koszary w Lubartowie jako członek oddziału dowodzonego przez Józefata Barszczewskiego. Akcja nie powiodła się, a grupę wkrótce schwytano. Za ten czyn został skazany na rozstrzelanie razem ze wspólnikami Józefatem Barszczewskim, Tadeuszem  Błońskim, Janem  Kochańskim i Józefem Meksułą (vel  Meskułą). 3 lutego podczas prowadzenia na miejsce straceń (koszary świętokrzyskie w Lublinie, dziś budynek KUL), zemdlał z upływu krwi. W efekcie trafił do szpitala i uniknął śmierci, a jego karę zamieniono na zsyłkę. Dalsze losy nie są znane.
Jest patronem ulicy na lubelskim Konstantynowie.